# Bibhashwori Rai
Bibhashwori Rai, także Bivaswari Rai (ur. 25 marca 1970) – nepalska strzelczyni, olimpijka z Atlanty.
Wystąpiła w jednej konkurencji na igrzyskach olimpijskich w Atlancie (1996). Zajęła ostatnie 49. miejsce w strzelaniu z karabinu pneumatycznego z 10 metrów (zdobywając 359 punktów).
Zajęła 35. pozycję w Igrzyskach Azjatyckich 2002, również w karabinie pneumatycznym.
Zdobyła srebrny medal drużynowo na Igrzyskach Południowej Azji 1991 w Kolombo.